# Файл
Файл в информационните технологии представлява организиран ресурс на информация, предназначен за ползване от компютърна програма. Файловете позволяват разглеждането на данните като една неделима структура и по този начин улесняват работата с тях – съхранение, четене, промяна, преместване, изтриване и др. Съхраняват се като последователност от байтове, върху определен носител на информация (твърд диск, компакт диск, флаш устройство), така че са достъпни за ползване и от други програми, а не само от тази, която ги е създала. Всеки файл съхранява точно определен вид информация (компютърна програма, текст, картинка, музика и т.н.). Текстовият файл например може да се разглежда като аналог на хартиен документ.
Програмите, които позволяват извършване на операции с файлове (създаване, преместване, изтриване, копиране и др.) се наричат файлови мениджъри.

## Етимология
Името произлиза от английското file (папка) и е използвано за първи път в контекста на компютърно съхранение на информация през 1950 г. Американската компания RCA го използва при описанието на вакуумна лампа, която може да се използва като компютърна памет.. През 1952, file се използва за информацията, съхранена върху перфокарти.
Една от първите многозадачни операционни системи Compatible Time-Sharing System въвежда концепцията за файлова система, с която се управлява записът и четенето от компютърната памет и това значение на термина се е запазило и до днес. При нея името на файла се състои от две части – същинско име и разширение, указващо файловия формат.
Тази конвенция е в сила и до днес и се използва от редица операционни системи, включително Microsoft Windows.

## Файлова система
Файловата система представлява съвкупност от файлове и информация, която описва определени характеристики на всеки от тях. Целта на файловата система е да позволи подредба на файловете с цел по-лесно откриване. Има много файлови системи – те се различават по начина, по който се осъществява подредбата на файловете и по допълнителните характеристики, които се пазят за всеки файл. Тези характеристики могат да включват вид, права за достъп, размер, дата на последна промяна и др. Файловите системи обикновено подреждат файловете в структура, наречена Файлово дърво. Има различни файлове според функциите си във файловата система. Най-често се срещат:
- Същински файл (regular file) – Съхранява информация, която директно се ползва от потребителя.
- Директория (directory) – Съхранява списък с имена на файлове и препратки към самото съдържание на файловете.
- Мека връзка (soft link) – Съхранява препратка към друг файл.

## Име на файл
Името на файла представлява последователност от символи. То се използва, за да се различават файловете един от друг и често предоставя някаква информация за съдържанието или предназначението на файла. Един файл може да бъде достъпен под 1 или повече имена. Всяко име на файла се нарича hard link. Някои компютърни програми третират файловете по различен начин в зависимост от имената им:
- Символите след последната точка в името на файла се използват, за да покажат типа му. Понякога тези символи се наричат разширение на файла. Например:

При файла photo.jpeg символите след последната точка са jpeg. Те показват, че файлът е от тип image/jpeg. Това означава, че файлът е картинка във формат JPEG.
- Точка (.) в началото на името на файла показва, че файлът е скрит. Такива файлове могат да не бъдат показвани при определени условия. Например:

Файлът .bashrc е скрит и не се показва, освен ако не е зададено показване на скрити файлове.
- Тилда (~) в края на името на файла показва, че файлът е резервно копие на друг файл (обикновено той се именува по същия начин, но без тилда). Например:

Файлът status~ е резервно копие на файла status.

## Тип на файл
Типът (форматът) на файла се определя от информацията, която се съхранява в него. Необходимо е типът да се знае, за да може файлът да се чете, променя. Обикновено програмите сами определят типа на даден файл, но понякога е необходимо потребителят да направи това. Има няколко техники за определяне на типа на файл. Обикновено програмите използват комбинация между няколко от тях:
- По името на файла – в зависимост от символите след последната точка от името (разширение – виж файлов формат).
- По съдържанието на файла – в зависимост от първите няколко байта от съдържанието на файла (магическо число).
- По подаден MIME тип – понякога, когато файловете се пренасят през компютърна мрежа заедно със съдържанието се предава и т. нар. MIME тип (понякога наричан Internet media type) – кратък текст, който описва съдържанието на файла.
- По код на типа – някои файлови системи съхраняват информация за типа на всеки файл (например HFS в операционната система MacOS).

### Програмата file
С помощта на приложната програма file, в UNIX системи може да се определи типа на файла. При извикване на програмата с аргумент име на файл, тя изписва на стандартния изход информация за файла. Например:
```
$ file photo.jpeg
photo.jpeg: JPEG image data, JFIF standard 1.01
```